# Tríade (organização criminosa)
Tríade (em chinês:  em chinês tradicional: 三合會, chinês simplificado: 三合会, pinyin: Sānhéhuì, transl. lit. "Sociedade da Tríplice União") é uma corporação chinesa transnacional do crime organizado com sede na Grande China, com postos avançados em vários países com populações chinesas significativas no exterior. A tríade de Hong Kong é distinta das organizações criminosas da China continental. Na China antiga, a tríade era uma das três principais sociedades secretas. Estabeleceu filiais em Macau, Hong Kong, Taiwan e comunidades chinesas no exterior.  
Conhecidas como "organizações criminosas da China continental", elas são de dois tipos principais: "forças negras" (dark forces), que são grupos relativamente organizados, e as "sociedades negras" (black societies), organizações criminosas mais desenvolvidas. Duas características que distinguem uma "sociedade" de uma "força", são a capacidade de obter controle ilegal sobre os mercados locais e receber proteção policial. A tríade de Hong Kong refere-se a organizações criminosas tradicionais que operam ou são originárias de Hong Kong, Macau, Taiwan e países e regiões do sudeste asiático, enquanto os grupos do crime organizado na China continental são conhecidos como "grupos criminosos chineses continentais".
Tríade também pode designar um conjunto de ramificações de uma sociedade secreta surgida na China durante o século XVI e que se expandiu para outros países após 1842, quando a China perdeu a Guerra do Ópio para a Inglaterra.

## Nomenclatura
De acordo com o Oxford English Dictionary , "tríade" é uma tradução do termo chinês (em chinês:  em chinês tradicional: 三合會, chinês simplificado: 三合会, pinyin: Sānhéhuì, transl. lit. "Sociedade da Tríplice União"), referindo-se à união do céu, terra e humanidade . Outra teoria postula que a palavra "tríade" foi cunhada por oficiais britânicos na Hong Kong colonial como uma referência ao uso de imagens triangulares pelas tríades.  Especulou-se que as organizações da tríade seguiram, ou foram originalmente parte de, movimentos revolucionários como o Lótus Branco, as Rebeliões Taiping, revolta dos Boxers e a Sociedade Céu e Terra.
O uso genérico da palavra "tríades" para todas as organizações criminosas chinesas é impreciso; os grupos da tríade são geograficamente, etnicamente, culturalmente e estruturalmente únicos. "Tríades" são grupos tradicionais do crime organizado originários de Hong Kong, Macau e Taiwan. As organizações criminosas que operam ou são originárias da China continental são "grupos criminosos da China continental" ou "sociedades obscuras" (dark societies).  Após anos de repressão, apenas alguns elementos dos grupos da tríade estão envolvidos com atividades ilegais. As tríades em Hong Kong estão menos envolvidas com a atividade criminosa "tradicional" e estão se tornando associadas ao crime do colarinho branco; cerimônias tradicionais de iniciação raramente acontecem para evitar a atenção oficial.

## Tríades e a máfia chinesa
É importante ressaltar que as Tríades chinesas não são a mesma coisa que "máfia chinesa". As Tríades são uma organização geográfica, étnica, cultural e estruturalmente única, sendo que apenas uma parcela de seus membros é ligada à criminalidade. Outras organizações chinesas, seja dentro da China (conexão Fujianense por exemplo) ou em comunidades no exterior (tais como as Tongs), geralmente tidas como máfia chinesa, não são pertencentes às Tríades.
As tríades chinesas englobam outras organizações criminosas menores para execução de serviços "sujos". Beneficiam-se com a adesão regular de cerca de 1,5 milhão na China continental e 2,5 milhões de membros no mundo inteiro. As Tríades, por muitas décadas, foram consideradas intocáveis pela lei em Hong Kong, porém, nos anos 1970, uma série de medidas legais anticorrupção e anti-gangues começaram a minar as tríades hongkongonesas.
Um ano depois, nove grupos dividiam o poder na cidade: Rung, Tung, Chuen, Wo Hop To, 14K, Luen, Shing, Sun Yee On e Wo Shing Wo. Cada uma dessas organizações contava com base de atividades própria e sistema de hierarquia social. Após os tumultos gerados pela máfia chinesa em 1956, o governo e a polícia de Hong Kong apresentaram um plano ainda mais rigoroso de punição e repressão aos foras da lei, diminuindo sua atividade.

## História

### Origens
As tríades eram organizações criminosas, associações secretas ou clubes com sede na China, uma ramificação da sociedade secreta Hung. A sociedade secreta se dividiu e um grupo (conhecido como Tríade e Gangue Ching) tornou-se uma organização criminosa. Depois que a República Popular da China foi fundada em 1949, sociedades secretas na China continental foram suprimidas em campanhas ordenadas por Mao Zedong. A maioria das sociedades secretas chinesas, incluindo as tríades e algumas das restantes Ching Gang, mudaram-se para a colônia britânica de Hong Kong, Taiwan, Sudeste Asiático e países ultramarinos (particularmente os EUA) e competiam com o grupo Tong e outras sociedades secretas chinesas. Gradualmente, as sociedades secretas chinesas se voltaram para as drogas e a extorsão para obter renda.

### Século XVIII
A Sociedade do Céu e da Terra (em chinês: 天地會; romaniz.: Tiandihui), uma organização fraternal, foi fundada durante a década de 1760, possivelmente em 1760 ou 1769. À medida que a influência da sociedade se espalhava por toda a China, ela se ramificou em vários grupos menores com nomes diferentes; uma era a Sociedade das Três Harmonias (em chinês: 三合會; romaniz.: Sānhéhuì). Essas sociedades adotaram o triângulo como seu emblema, geralmente acompanhado por imagens decorativas de espadas ou retratos de Guan Yu (em chinês: 关羽; romaniz.: Guān Yǔ).

### Século XIX
Durante o século XIX, muitas dessas sociedades eram vistas como formas legítimas de ajudar os imigrantes da China a se estabelecerem em seu novo local de residência. As sociedades secretas foram proibidas pelo governo colonial britânico em Singapura durante a década de 1890 e lentamente reduzidas em número por sucessivos governadores e líderes coloniais. As raquetes que facilitavam o poder econômico das tríades de Singapura, o comércio de ópio e a prostituição também foram proibidas. Os imigrantes foram encorajados a procurar ajuda de um kongsi local (organização social de mútua ajuda de chineses, sobretudo, no estrangeiro) em vez de recorrer a sociedades secretas, o que contribuiu para o declínio das sociedades.  Durante a incrivelmente sangrenta Rebelião de Taiping, muitos decidiram ou foram forçados a ajudar o Reino Celestial de Taiping (rebeldes), em oposição a intervenção da Dinastia Qing.

### Século XX

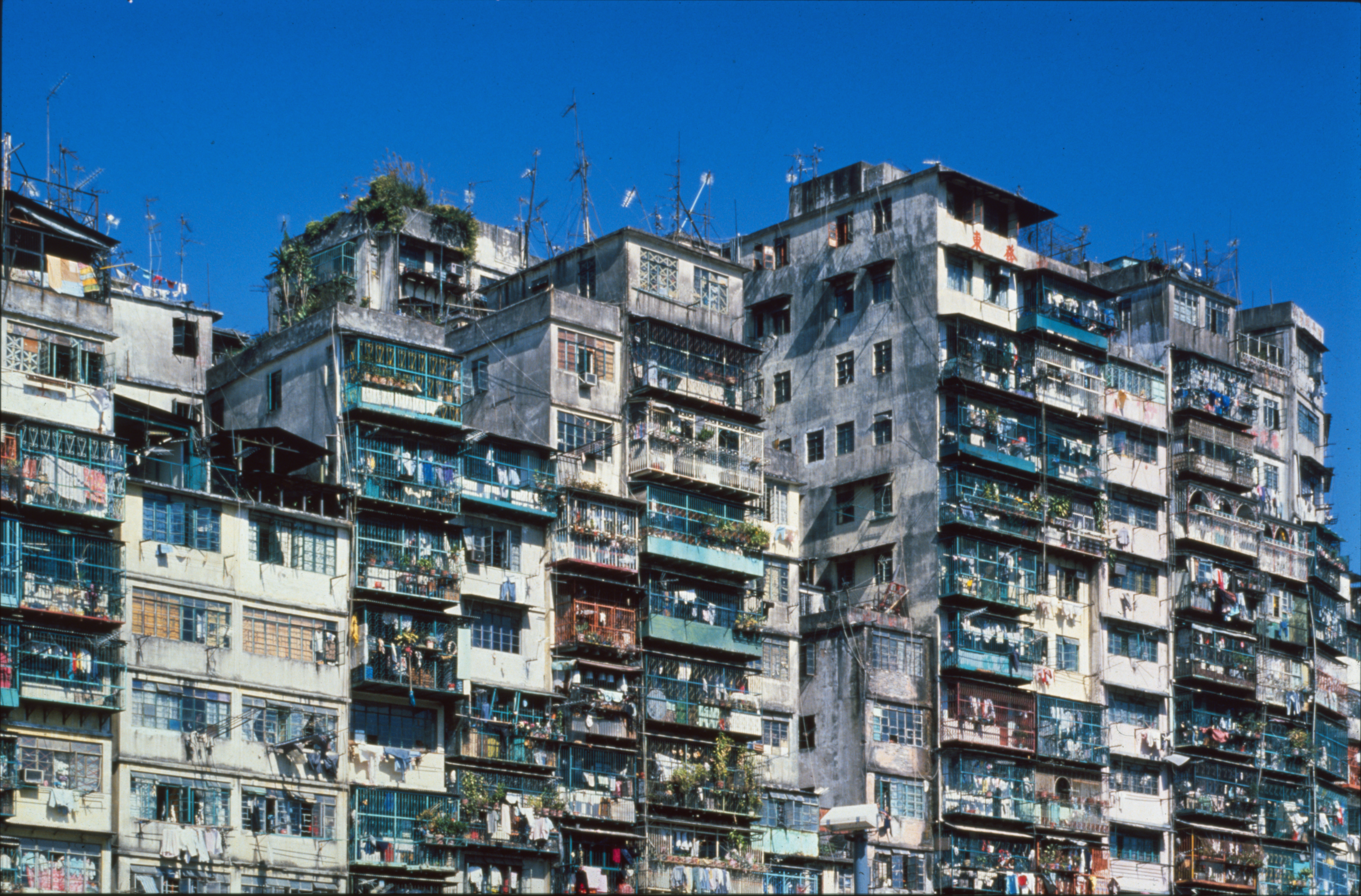
Da década de 1950 à década de 1970, a cidade murada de Kowloon, na Hong Kong britânica, foi controlada por tríades locais.

Após a Segunda Guerra Mundial as sociedades secretas viram um ressurgimento quando os gângsteres aproveitaram a incerteza para se restabelecer. Algumas comunidades chinesas, como "novas aldeias" em Kuala Lumpur e Bukit Ho Swee, em Singapura, tornaram-se notórias pela violência das gangues. Quando o Partido Comunista Chinês chegou ao poder em 1949 na China continental, a aplicação da lei tornou-se mais rigorosa e uma repressão do governo às organizações criminosas forçou as tríades a migrar para a Hong Kong britânica.  Estima-se que 300 000 membros da tríade viveram em Hong Kong durante a década de 1950. De acordo com a Universidade de Hong Kong, a maioria das sociedades de tríades foi estabelecida entre 1914 e 1939 e já havia mais de 300 no território. O número de grupos se consolidou para cerca de 50, dos quais 14 estão sob vigilância policial. Havia nove tríades principais — Wo Hop To, Wo Shing Wo, Rung, Tung, Chuen, Shing, Sun Yee On, 14K e Luen — operando em Hong Kong. Eles dividiram a terra por grupo étnico e localizações geográficas, com cada tríade responsável por uma região. Cada um tinha sua própria sede, sub-sociedades e imagem pública. Após os distúrbios de 1956, o governo de Hong Kong introduziu uma aplicação da lei mais rigorosa e as tríades tornaram-se menos ativas.

### Século XXI
Em 18 de janeiro de 2018 a polícia italiana prendeu 33 pessoas ligadas a uma tríade chinesa operando na Europa como parte de sua Operação "China Truck" que começou em 2011. A tríade estava ativa na Toscana, Veneto, Roma e Milão na Itália, na França, Espanha e na cidade alemã de Neuss. A acusação acusa a tríade chinesa de extorsão, usura, jogo ilegal, prostituição e tráfico de drogas. O grupo teria se infiltrado no setor de transporte, usando intimidação e violência contra empresas chinesas que desejam transportar mercadorias por estrada para a Europa.  A polícia apreendeu vários veículos, empresas, propriedades e contas bancárias.
Segundo o especialista em organizações terroristas e crime organizado de tipo mafioso Antonio De Bonis, há uma relação estreita entre as Tríades e a Camorra, sendo o porto de Nápoles o ponto de desembarque mais importante dos comércios administrados pelos chineses em cooperação com a Camorra. Entre as atividades ilegais em que as duas organizações criminosas trabalham juntas estão o tráfico de pessoas e a imigração ilegal visando a exploração sexual e laboral de imigrantes chineses na Itália, o tráfico de drogas sintéticas e a lavagem de dinheiro ilícito por meio da compra de imóveis. Em 2017, os investigadores descobriram um esquema ilícito de transporte de resíduos industriais administrado em conjunto pela Camorra e a Tríade Os resíduos foram transportados da Itália para a China, saindo de Prato, na Itália, e chegando a Hong Kong — um esquema que antes de sua descoberta estava rendendo milhões de dólares em receita para ambas as organizações.

## Atividades criminosas
As tríades se envolvem em uma variedade de crimes, desde fraude, extorsão e lavagem de dinheiro até tráfico e prostituição e estão envolvidas em contrabando e falsificação de bens como música, vídeo, software, roupas, relógios e dinheiro. Como outros grupos do crime organizado, as tríades estão envolvidas em uma série de atividades ilegais, como fraude bancária e de cartão de crédito, falsificação de moeda, lavagem de dinheiro, extorsão, tráfico humano e prostituição. As tríades raramente lutam contra outros grupos étnicos, lutando principalmente entre si ou contra outras tríades. No entanto, as tríades estiveram envolvidas em algumas disputas territoriais com a máfia irlandesa, a máfia judaica e outras.

### Tráfico de drogas
Desde as primeiras proibições do ópio durante o século XIX, as gangues criminosas chinesas estão envolvidas no comércio ilegal de drogas em todo o mundo. Muitas tríades mudaram do ópio para a heroína, produzida a partir de plantas de ópio no Triângulo Dourado, refinada em heroína na China e traficada para a América do Norte e Europa, nas décadas de 1960 e 1970. As tríades mais importantes ativas no comércio internacional de heroína são o 14K e o Tai Huen Chai. As tríades começaram a contrabandear produtos químicos de fábricas chinesas para a América do Norte (para a produção de metanfetamina ) e para a Europa para a produção de MDMA. Tríades nos Estados Unidos também traficam grandes quantidades de cetamina. 

### Falsificação
As tríades estão envolvidas na falsificação desde a década de 1880. Durante as décadas de 1960 e 1970, eles estavam envolvidos na falsificação de moeda (geralmente a moeda de 50 centavos de Hong Kong). As gangues também estavam envolvidas na falsificação de livros caros para venda no mercado negro. Com o advento de novas tecnologias e a melhoria do padrão médio de vida, as tríades produzem produtos falsificados, como relógios, VCDs e DVDs de filmes e roupas de grife, como roupas e bolsas.  Desde a década de 1970, o controle do território da tríade foi enfraquecido e alguns transferiram seus fluxos de receita para negócios legítimos.

### Fraude de assistência médica
Em 2012, quatro membros da tríade foram presos por fraude no sistema de saúde no Japão.

## Estrutura e composição

Antiga estrutura das Tríades

As tríades usam códigos numéricos para distinguir patentes e posições dentro da gangue; os números são inspirados na numerologia chinesa e baseados no I Ching. O posto chamado de "A Montanha" (ou "Cabeça do Mestre do Dragão") é o número 489, o número 438 é o posto de "Vice-mestre da Montanha", 432 indica a classificação do posto "sandália de palha"; o representante do posto de "Mestre da Montanha" é o posto de "Mestre do Incenso" (que supervisiona as entradas no grupo). O posto de "Vanguarda" é o número "438" ou "2238" e que auxilia o "Mestre do Incenso". O poder de aplicação da lei e da inteligência do grupo estabelecem que o posto de "Vanguarda", o qual pode realmente deter o poder mais alto ou a palavra final. Um comandante militar (também conhecido como "Mastro vermelho"), que supervisiona as operações defensivas e ofensivas, é seu número é "426"; O número 49 refere-se aos "soldados", ou um membro de base. O posto chamado de "Leque de papel branco" (415) fornece consultoria financeira e de negócios, e o posto de "sandália de palha" (432) é uma ligação entre as unidades. Um agente policial disfarçado ou espião de outra tríade é chamado de "25", também uma gíria popular de Hong Kong para um informante. "Os Lanternas Azuis" são membros não iniciados, equivalentes aos associados da Máfia, e não possuem um número de designação. De acordo com De Leon Petta Gomes da Costa, que entrevistou tríades e autoridades em Hong Kong, a maior parte da estrutura atual é uma hierarquia vaga e baixa; as fileiras e posições tradicionais não existem mais.

## Rituais e códigos de conduta
Semelhante aos bandidos indianos ou à yakuza japonesa , os membros da tríade participam de cerimônias de iniciação. Uma cerimônia típica ocorre em um altar dedicado a Guan Yu (em chinês: 關羽; romaniz.: Guān Yǔ), com incenso e sacrifício de um animal (geralmente uma galinha, porco ou cabra). Depois de beber uma mistura de vinho e sangue (do animal ou do candidato), o membro passa por baixo de um arco de espadas enquanto recita os juramentos da tríade. O papel no qual os juramentos são escritos será queimado no altar para confirmar a obrigação do membro de cumprir seus deveres para com os deuses. Três dedos da mão esquerda são levantados como um gesto de ligação. O iniciado da tríade é obrigado a aderir a 36 juramentos.

## Clãs

### Com sede em Hong Kong
As tríades mais poderosas baseadas em Hong Kong são:
- 14K
- Sun Yee On
- Tai Huen Chai
- Wo Shing Wo
- Shui Fong
- Wo Hop To
- Grupo Luen. [30]

### Com bases em outros locais
Muitas tríades emigraram para Taiwan e comunidades chinesas em todo o mundo:
- União de Bambu, Taiwan
- Gangue dos Quatro Mares, Taiwan
- Tien Tao Meng, Taiwan
- Song Lian Gang, Taiwan
- Lo Fu-chu, Taiwan
- Sio Sam Ong, Malásia
- The Soon Tong, Singapura
- Wah Kee, Singapura
- Ghee Hin Kongsi, Singapura
- Ping On, Boston
- Wah Ching, San Francisco
- Dragões Negros, Los Angeles
- Dragões Voadores, Nova York
- Fantasmas das sombras, Nova York
- Dragões Verdes, Nova York
- Tigres Brancos, Nova York
- Ah Kong, Amsterdã, Bangkok
- Jade Negro, Texas
- A Companhia, Austrália, Macau[31][30]

### Tongs
Semelhantes às tríades, os Tongs eram grupos que praticavam atos ilícitos e que se originaram de forma independente nas primeiras comunidades de imigrantes da Chinatown. A palavra significa "clube social" e "tongs" não são especificamente organizações clandestinas. As primeiras "tongs" (grupos) se formaram durante a segunda metade do século XIX entre os membros marginalizados das primeiras comunidades sino-americanas de imigrantes para apoio mútuo e proteção dos nativistas. Modelados em tríades, eles foram estabelecidos sem motivos políticos claros e se envolveram em atividades criminosas como extorsão, jogo ilegal, tráfico de drogas e seres humanos, assassinato e prostituição.

### Sudeste Asiático
As tríades também eram ativas nas comunidades chinesas em todo o Sudeste Asiático. Quando Malásia e Singapura (com a maior população de chineses étnicos da região) se tornaram colônias da coroa britânica, sociedades secretas e tríades controlaram as comunidades locais extorquindo dinheiro de proteção e empréstimos ilegais de dinheiro. Muitos realizavam rituais de sangue, como beber o sangue uns dos outros, como sinal de fraternidade; outros administravam antros de ópio e bordéis.
Remanescentes dessas antigas gangues e sociedades ainda existem. Devido aos esforços do governo na Malásia e Singapura para reduzir o crime, as sociedades desapareceram em grande parte dos olhos do público (particularmente em Singapura). As tríades também eram comuns em cidades vietnamitas com grandes comunidades chinesas (especialmente cantonesas e teochew). Durante o período colonial francês, muitas empresas e moradores ricos em Saigon (particularmente no distrito de Chinatown) e Haiphong eram controlados por gangues de proteção. 
Com a independência vietnamita em 1945, a atividade do crime organizado foi drasticamente reduzida à medida que os governos de Ho Chi Minh expurgaram a atividade criminosa no país. De acordo com Ho, abolir o crime era um método de proteger o Vietnã e seu povo.  Durante a Primeira Guerra da Indochina, as forças policiais de Ho se concentraram em proteger as pessoas em sua zona do crime; os franceses cooperaram com organizações criminosas para combater o Viet Minh.
 Em 1955, o presidente Ngô Đình Diệm ordenou que os militares sul-vietnamitas desarmassem e prendessem grupos do crime organizado em Saigon-Gia Định, Bien Hoa, e na região de Hòa-Vũng Tàu, e cidades como Mỹ Tho e Cần Thơ no Delta do Mekong. Ngô Đình Diệm proibiu bordéis, casas de massagem, cassinos e casas de jogo, antros de ópio, bares, casas de drogas e boates, todos estabelecimentos frequentados pelas tríades. No entanto, Ngô Đình Diệm permitiu que a atividade criminosa financiasse suas tentativas de eliminar o Vietnã do sul. A aplicação da lei foi mais rigorosa no norte, com controle e monitoramento rigorosos das atividades criminosas. O governo da República Democrática do Vietnã expurgou e prendeu criminosos organizados, incluindo tríades, em Haiphong e Hanói. Com a pressão da polícia de Ho Chi Minh, os afiliados da Tríade tiveram que escolher entre a eliminação ou a legalidade. Durante a Guerra do Vietnã, as tríades foram eliminadas no norte; no sul, a corrupção da República do Vietnã protegeu suas atividades ilegais e permitiu que controlassem a ajuda dos EUA. Durante as décadas de 1970 e 1980, todas as atividades ilegais sino-vietnamitas foram eliminadas pela polícia vietnamita. A maioria das tríades foi obrigada a fugir para Taiwan, Hong Kong ou outros países do Sudeste Asiático.

### Atividades internacionais
As tríades também estão ativas em outras regiões com populações chinesas significativas no exterior: Macau, Taiwan, Hong Kong, Estados Unidos, Canadá, Japão, Austrália, Reino Unido, Alemanha, França, Itália, Brasil, Peru e Argentina. Eles estão frequentemente envolvidos no contrabando de migrantes. Shanty e Mishra (2007) estimam que o lucro anual dos narcóticos é de US$ 200 bilhões, e acredita-se que as receitas anuais do tráfico de pessoas para a Europa e os Estados Unidos cheguem a US$ 3,5 bilhões.
Na Austrália, o maior importador de drogas ilícitas nas últimas décadas tem sido "A Companhia", segundo fontes policiais da região. Este é um conglomerado dirigido por chefes da tríade que se concentra particularmente em metanfetamina e cocaína. Ele lavou dinheiro através de junkets para jogadores de alto risco que visitam Crown Casinos na Austrália e Macau.

## Controle legal das atividades das tríades

### Aplicação da lei

#### Hong Kong
O Crime Organizado e o Escritório das Tríades (OCTB) é a divisão da Força Policial de Hong Kong responsável pelas contramedidas da tríade. A OCTB e o Escritório de Inteligência Criminal trabalham com os Escritórios de Narcóticos e Crimes Comerciais para processar informações para combater os líderes da tríade. Outros departamentos envolvidos incluem o Departamento de Alfândegas e Impostos Especiais, o Departamento de Imigração e a Comissão Independente Contra a Corrupção. Eles cooperam com a polícia para impedir a expansão das tríades e outras gangues organizadas.  As ações policiais visam regularmente o crime organizado, incluindo batidas em estabelecimentos de entretenimento controlados por tríades e trabalho secreto.  O jornal A Política Externa relatou em sua edição de agosto de 2019, o envolvimento da tríade na repressão aos protestos de Hong Kong.

#### Canadá
Em nível nacional (e, em alguns casos, provincial), o Ramo de combate ao Crime Organizado da Polícia Montada Real Canadense (RCMP) é responsável por investigar atividades relacionadas a gangues (incluindo tríades). A Unidade de Crime Organizado da Agência de Serviços de Fronteiras do Canadá trabalha com a RCMP para deter e remover membros da tríade não canadenses. Gangues asiáticas são encontradas em muitas cidades, principalmente Toronto, Vancouver, Calgary e Edmonton. A Unidade de Armas e Gangues do Serviço de Polícia de Toronto é responsável por lidar com as tríades na cidade. A Unidade de Gangues Asiáticas da Polícia Metropolitana de Toronto era anteriormente responsável por lidar com assuntos relacionados à tríade, mas uma unidade maior foi criada para lidar com a ampla gama de gangues étnicas.
A Lei do Crime Organizado e Aplicação da Lei fornece uma ferramenta para as forças policiais no Canadá lidarem com a atividade criminosa organizada. A lei reforça o papel geral do Código Penal (com alterações para lidar com o crime organizado) no tratamento das atividades da tríade criminal. Os grupos asiáticos de crime organizado foram classificados como o quarto maior problema do crime organizado no Canadá, atrás de motoclubes fora da lei, grupos criminosos aborígenes e grupos criminosos indo-canadenses. Em 2011, estimou-se que gangues criminosas associadas a tríades controlavam 90% do comércio de heroína em Vancouver, Colúmbia Britânica.  Devido às suas características geográficas e demográficas, Vancouver é o ponto de entrada na América do Norte para grande parte da heroína produzida no Sudeste Asiático (grande parte do comércio controlado por grupos internacionais do crime organizado associados a tríades). De 2006 a 2014, os asiáticos do sudeste, leste e sul foram responsáveis por 21% das mortes de gangues na Colúmbia Britânica (atrás apenas dos caucasianos, que representaram 46,3% das mortes de gangues.

### Legislação
As leis primárias que tratam das tríades são dois atos normativos: Portaria "das Sociedades" e a Portaria "de Crimes Organizados e Graves". O primeiro, promulgado em 1949 para proibir as tríades em Hong Kong, estipula que qualquer pessoa condenada por ser (ou alegar ser) titular de cargo ou gerente (ou auxiliar na administração) de uma tríade pode ser multada em até 1 milhão de dólares de Hong Kong e presa por até 15 anos.  O poder das tríades também diminuiu devido ao estabelecimento, em 1974, da Comissão Independente Contra a Corrupção. A comissão visava a corrupção em departamentos de polícia ligados a tríades.  Ser membro de uma tríade é uma ofensa punível com multas que variam de 100 000 de dólares de Hong Kong a 250 000 dólares de Hong Kong e três a sete anos de prisão sob uma portaria promulgada em Hong Kong em 1994, que visa fornecer à polícia poderes especiais de investigação, prevê penas mais pesadas para as atividades do crime organizado e autoriza os tribunais a confiscar os produtos de tais crimes.